# Entzheim
Ne doit pas être confondu avec Enzheim.
Entzheim (prononcé [ɛnsajm] ; Anze en alsacien) est une commune française située dans la circonscription administrative du Bas-Rhin et, depuis le 1er janvier 2021, dans le territoire de la Collectivité européenne d'Alsace, en région Grand Est.
Cette commune se trouve dans la région historique et culturelle d'Alsace.

## Géographie
Entzheim est une commune d'environ 2 000 habitants dont le ban communal s'étend sur 817 hectares.

### Localisation
La commune est située à 2,9 km de Geispolsheim, 3,5 de Duppigheim et 18,2 de Strasbourg.

### Géologie et relief
Hydrogéologie et climatologie : Système d’information pour la gestion des eaux souterraines du bassin Rhin-Meuse :
 Territoire communal : Occupation du sol (Corinne Land Cover); Cours d'eau (BD Carthage),
Géologie : Carte géologique; Coupes géologiques et techniques,
 Hydrogéologie : Masses d'eau souterraine; BD Lisa; Cartes piézométriques

### Sismicité
Commune située dans une zone 3 de sismicité modérée.

### Voies de communications et transports

#### Voies routières
- Autoroute A35, aussi appelée autoroute des cigognes ou l'Alsacienne : Échangeurs Entzheim, Erstein, Innenheim.
- Autoroute A4, aussi appelée autoroute de l’Est.

#### Transports en commun
- Fluo Grand Est.
- Transports en Alsace.

##### Aéroport
La majeure partie des infrastructures de l'aéroport de Strasbourg-Entzheim se trouve sur le territoire de la commune,. Mis en service en 1923, il s'agit de l'aéroport international de la capitale européenne et alsacienne. Celui-ci accueille environ 1 million de passagers par an.

##### Voies ferrées

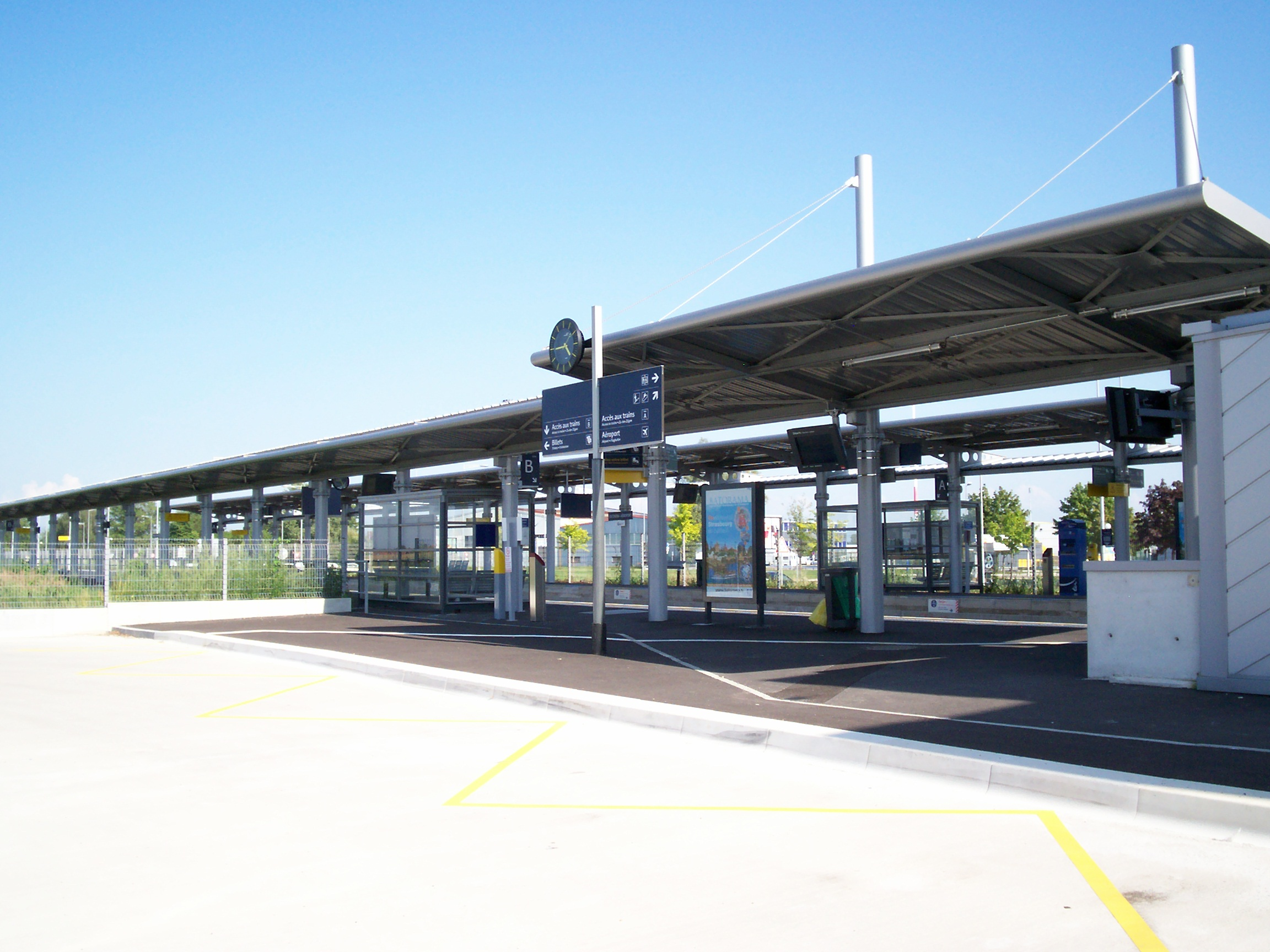
Gare d'Entzheim-Aéroport.

La nouvelle gare d'Entzheim-Aéroport est inaugurée le 14 décembre 2008. Elle remplace l'ancienne gare d'Entzheim, mise en service en 1864. La gare se trouve au lieu-dit « Entzheim-Gare », face à l'aéroport et à proximité des communes d'Hangenbieten et de Holtzheim.
La gare est située à l'opposé de la ville-centre et est desservie par une navette (ligne 42 de la CTS) entre "Entzheim-Ouest" et "Entzheim-Gare".

#### Ports
- Port autonome de Strasbourg.

### Hydrographie

#### Réseau hydrographique
La commune est dans le bassin versant du Rhin au sein du bassin Rhin-Meuse. Elle est drainée par le Bras d'Altorf,.
Le Bras d'Altorf, d'une longueur de 13 km, prend sa source dans la commune de Molsheim et se jette  dans la Bruche à Hangenbieten, après avoir traversé huit communes. 

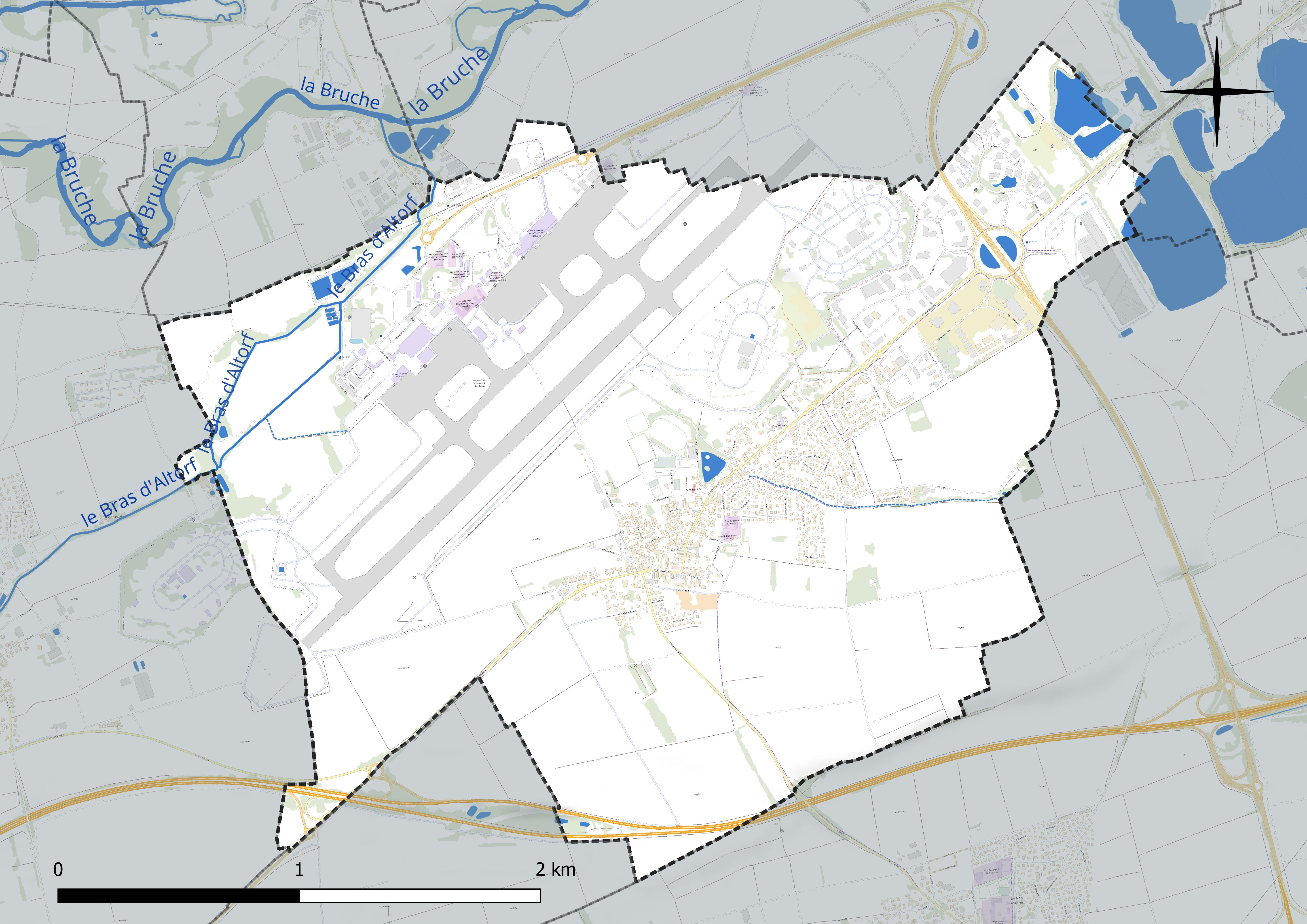
Réseau hydrographique d'Entzheim.

#### Gestion et qualité des eaux
Le territoire communal est couvert par le schéma d'aménagement et de gestion des eaux (SAGE) « Ill Nappe Rhin ». Ce document de planification concerne la nappe phréatique rhénane, les cours d'eau de la plaine d'Alsace et du piémont oriental du Sundgau, les canaux situés entre l'Ill et le Rhin et les zones humides de la plaine d'Alsace. Le périmètre s’étend sur 3 596 km2. Il a été approuvé le 17 janvier 2005. La structure porteuse de l'élaboration et de la mise en œuvre est la région Grand Est. 
La qualité des cours d’eau peut être consultée sur un site dédié géré par les agences de l’eau et l’Agence française pour la biodiversité. 

### Climat
Pour des articles plus généraux, voir Climat du Grand Est et Climat du Bas-Rhin.
En 2010, le climat de la commune est de type climat des marges montargnardes, selon une étude du Centre national de la recherche scientifique s'appuyant sur une série de données couvrant la période 1971-2000. En 2020, Météo-France publie une typologie des climats de la France métropolitaine dans laquelle la commune est exposée à un climat semi-continental et est dans la région climatique  Alsace, caractérisée par une pluviométrie faible, particulièrement en automne et en hiver, un été chaud et bien ensoleillé, une humidité de l’air basse au printemps et en été, des vents faibles et des brouillards fréquents en automne (25 à 30 jours). 
Pour la période 1971-2000, la température annuelle moyenne est de 10,6 °C, avec une amplitude thermique annuelle de 18 °C. Le cumul annuel moyen de précipitations est de 602 mm, avec 7,8 jours de précipitations en janvier et 10 jours en juillet. Pour la période 1991-2020, la température moyenne annuelle observée sur la station météorologique installée sur la commune est de 11,4 °C et le cumul annuel moyen de précipitations est de 635,7 mm. 
La température maximale relevée sur cette station est de 38,9 °C, atteinte le 25 juillet 2019 ; la température minimale est de −23,6 °C, atteinte le 23 janvier 1942,,. 
| Mois                                  | jan.             | fév.             | mars             | avril           | mai             | juin           | jui.           | août           | sep.            | oct.            | nov.             | déc.             | année      |
| ------------------------------------- | ---------------- | ---------------- | ---------------- | --------------- | --------------- | -------------- | -------------- | -------------- | --------------- | --------------- | ---------------- | ---------------- | ---------- |
| Température minimale moyenne (°C)     | −0,2             | 0                | 2,6              | 5,7             | 10,1            | 13,4           | 14,9           | 14,5           | 10,7            | 7,2             | 3,3              | 0,8              | 6,9        |
| Température moyenne (°C)              | 2,5              | 3,6              | 7,4              | 11,3            | 15,5            | 18,9           | 20,6           | 20,3           | 16,1            | 11,5            | 6,3              | 3,3              | 11,4       |
| Température maximale moyenne (°C)     | 5,2              | 7,3              | 12,1             | 17              | 20,9            | 24,4           | 26,4           | 26,1           | 21,6            | 15,8            | 9,4              | 5,9              | 16         |
| Record de froid (°C) date du record   | −23,6 23.01.1942 | −22,3 15.02.1929 | −16,7 04.03.1965 | −5,6 21.04.1938 | −2,4 11.05.1953 | 1,1 02.06.1936 | 4,9 07.07.1961 | 4,8 30.08.1998 | −1,3 27.09.1943 | −7,6 31.10.1950 | −10,8 30.11.1973 | −23,4 23.12.1938 | −23,6 1942 |
| Record de chaleur (°C) date du record | 17,5 10.01.1991  | 21,1 25.02.21    | 26,3 31.03.21    | 30 22.04.18     | 34,6 20.05.22   | 38,8 30.06.19  | 38,9 25.07.19  | 38,7 07.08.15  | 33,4 11.09.23   | 31 13.10.23     | 22,1 18.11.1926  | 18,6 31.12.22    | 38,9 2019  |
| Ensoleillement (h)                    | 555              | 858              | 1 464            | 1 869           | 2 091           | 2 264          | 2 397          | 2 242          | 1 735           | 1 004           | 552              | 442              | 17 473     |
| Précipitations (mm)                   | 35,4             | 34,1             | 38,6             | 41,8            | 77,2            | 68,5           | 71,9           | 61,3           | 54,6            | 59,5            | 47,6             | 45,2             | 635,7      |

| Diagramme climatique                                  |          |             |           |              |              |              |              |              |             |            |            |
| J                                                     | F        | M           | A         | M            | J            | J            | A            | S            | O           | N          | D          |
| 5,2−0,235,4                                           | 7,3034,1 | 12,12,638,6 | 175,741,8 | 20,910,177,2 | 24,413,468,5 | 26,414,971,9 | 26,114,561,3 | 21,610,754,6 | 15,87,259,5 | 9,43,347,6 | 5,90,845,2 |
| Moyennes : • Temp. maxi et mini °C • Précipitation mm |          |             |           |              |              |              |              |              |             |            |            |

Les paramètres climatiques de la commune ont été estimés pour le milieu du siècle (2041-2070) selon différents scénarios d'émission de gaz à effet de serre à partir des nouvelles projections climatiques de référence DRIAS-2020. Ils sont consultables sur un site dédié publié par Météo-France en novembre 2022.

### Intercommunalité
Commune membre de l'Eurométropole de Strasbourg.

## Urbanisme

### Typologie
Au 1er janvier 2024, Entzheim est catégorisée bourg rural, selon la nouvelle grille communale de densité à sept niveaux définie par l'Insee en 2022.
Elle appartient à l'unité urbaine d'Entzheim, une agglomération intra-départementale regroupant quatre  communes, dont elle est ville-centre,,. Par ailleurs la commune fait partie de l'aire d'attraction de Strasbourg (partie française), dont elle est une commune de la couronne,. Cette aire, qui regroupe 268 communes, est catégorisée dans les aires de 700 000 habitants ou plus (hors Paris),.

### Occupation des sols
L'occupation des sols de la commune, telle qu'elle ressort de la base de données européenne d’occupation biophysique des sols Corine Land Cover (CLC), est marquée par l'importance des territoires artificialisés (54,9 % en 2018), en augmentation par rapport à 1990 (44,4 %). La répartition détaillée en 2018 est la suivante : 
zones industrielles ou commerciales et réseaux de communication (45,7 %), terres arables (38,4 %), zones urbanisées (8,6 %), zones agricoles hétérogènes (5,1 %), eaux continentales (1,6 %), mines, décharges et chantiers (0,6 %). L'évolution de l’occupation des sols de la commune et de ses infrastructures peut être observée sur les différentes représentations cartographiques du territoire : la carte de Cassini (XVIIIe siècle), la carte d'état-major (1820-1866) et les cartes ou photos aériennes de l'IGN pour la période actuelle (1950 à aujourd'hui).

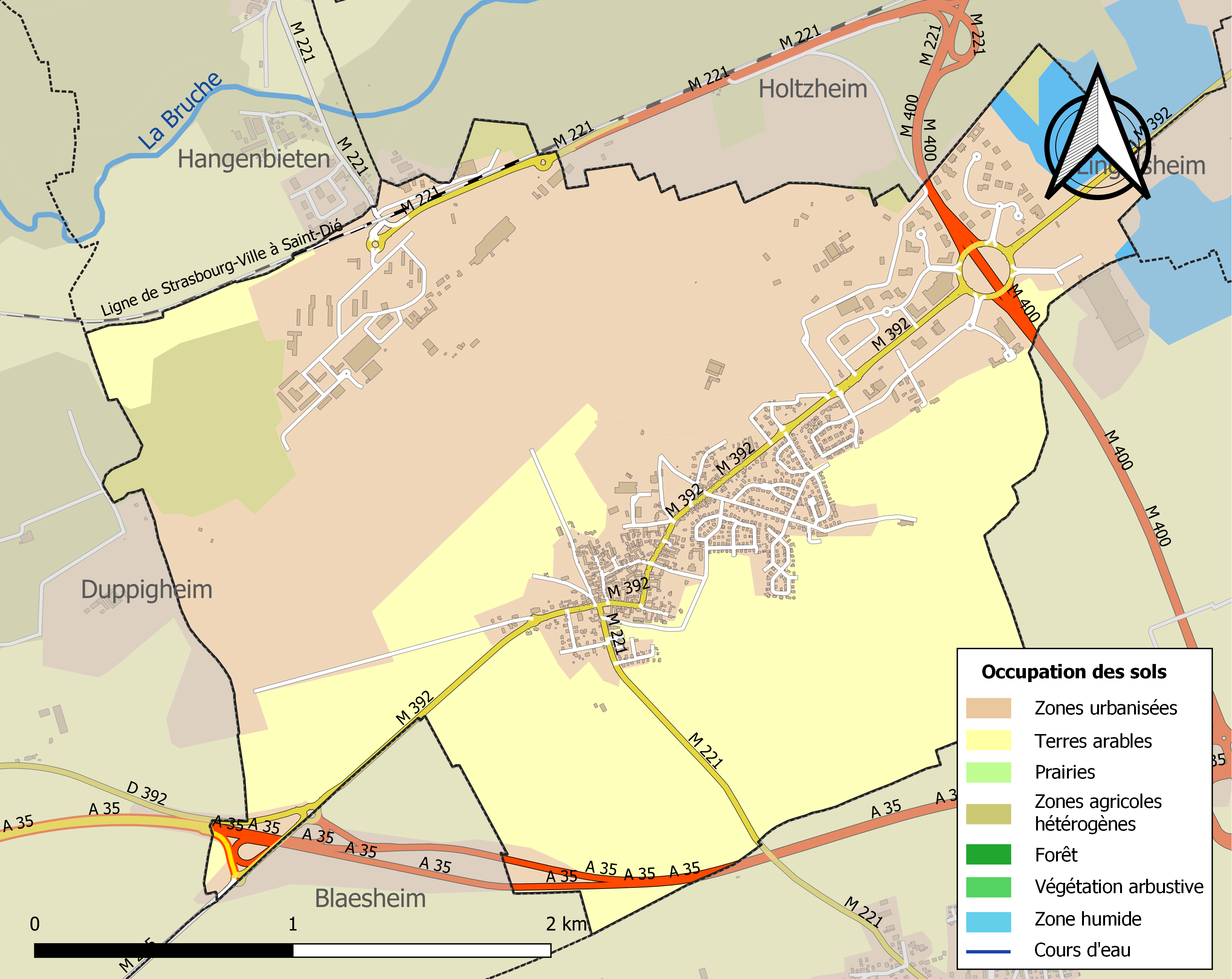
Carte des infrastructures et de l'occupation des sols de la commune en 2018 (CLC).

## Archéologie
Les fouilles du site archéologique d'Entzheim-Geispolsheim, ont mis au jour une cinquantaine de  sépultures du Néolithique.
Le site du groupe de Munzingen, culture de Michelsberg, était menacé par la construction d'un aéroport et d'un hypermarché.

## Histoire
L’existence du village d’Entzheim est mentionnée pour la première fois en 737.
Il appartient au monastère de Murbach qui dépend de la grande abbaye de Saint-Denis. Le village est confié en fief au duc de Lorraine, son avoué. Par héritages successifs, il passe à l’évêque de Strasbourg en 1359 qui le donne en fief à de grandes familles patriciennes, dont les Zorn de Plobsheim, qui disposent d’un château dans le village jusqu’à la Révolution.
La paroisse devient protestante en 1559. De 1622 à 1644, Johann Georg Dorsche y office comme pasteur.
Le village subit la guerre de Trente Ans, puis la guerre de Hollande avec l’épisode de la bataille d'Entzheim, le 4 octobre 1674, entre l’armée de Turenne et celle des Impériaux, à l’issue indécise mais meurtrière, sur le site de l’actuel aéroport.
La vocation d’Entzheim est essentiellement agricole d’où la dominante de ses grandes fermes comme le Spittelhof, ancienne colonge (ferme administrée par des moines) qui revient aux Hospices Civils de Strasbourg en 1450 puis aux métayers de l’époque en 1819.
La fin de l’exploitation des carrières de lœss et le raccordement d’un fossé d’irrigation à partir de l’Altorfarm (bras de la Bruche) permet en 1770 la création et l’alimentation du « Lac » qui est aménagé et embelli au cours du temps, notamment par l’installation d’un jet d’eau en 2003.
La commune voit l'arrivée du chemin de fer en 1864 avec l'ouverture de la ligne de Strasbourg à Barr.
L'aéroport de Strasbourg-Entzheim est ouvert en 1923. De 1959 à 1994, il partage ses installations avec la base aérienne 124 Strasbourg-Entzheim.
En 1962 des réfugiés juifs d'Algérie s'installent à Entzheim.

### Héraldique
| Blason de Entzheim | Blason  | D'argent à la fasce de gueules, à la bordure du même. |
| Blason de Entzheim | Détails |                                                       |

## Politique et administration
La commune fait partie de l'Eurométropole de Strasbourg.

### Liste des maires
| Période                                  | Période                   | Identité                                    | Étiquette | Qualité                                    |
| ---------------------------------------- | ------------------------- | ------------------------------------------- | --------- | ------------------------------------------ |
| janvier 1790                             | novembre 1791             | Jakob Franck                                |           |                                            |
| novembre 1791                            | avril 1795 (démission)    | Bastian Andress                             |           |                                            |
| mai 1795                                 | ?                         | Johann Adam Freysz                          |           | Agent municipal                            |
| Les données manquantes sont à compléter. |                           |                                             |           |                                            |
| maire en 1938                            | ?                         | Philippe Freis                              |           |                                            |
| ?                                        | ?                         | Robert Millot (1922-1989)                   |           | Maire en 1959 et en 1967 [réf. nécessaire] |
| Les données manquantes sont à compléter. |                           |                                             |           |                                            |
| mars 1989                                | mars 2008                 | Philippe Debs                               | UMP       | Commandant de bord, maire honoraire        |
| mars 2008                                | En cours (au 31 mai 2020) | Jean Humann, Réélu pour le mandat 2020-2026 | DVD       | Administrateur de sociétés                 |

### Budget et fiscalité 2022

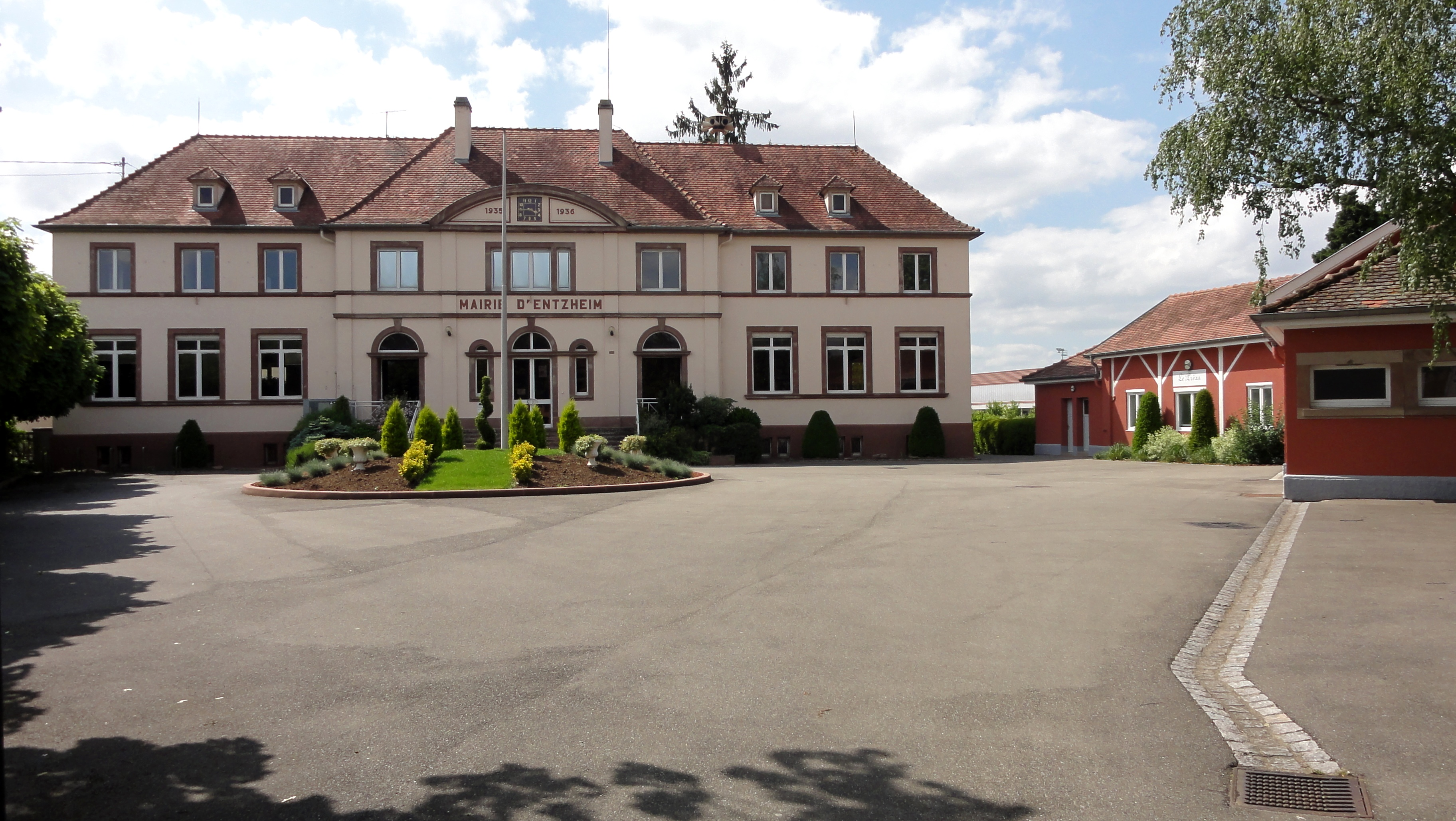
Mairie.

En 2022, le budget de la commune était constitué ainsi :
- total des produits de fonctionnement : 3 028 000 €, soit 1 222 € par habitant ;
- total des charges de fonctionnement : 2 041 000 €, soit 823 € par habitant ;
- total des ressources d'investissement : 2 454 000 €, soit 990 € par habitant ;
- total des emplois d'investissement : 1 676 000 €, soit 676 € par habitant ;
- endettement : 2 000 €, soit 1 € par habitant.

Avec les taux de fiscalité suivants :
- taxe d'habitation : 16,16 % ;
- taxe foncière sur les propriétés bâties : 29,44 % ;
- taxe foncière sur les propriétés non bâties : 63,98 % ;
- taxe additionnelle à la taxe foncière sur les propriétés non bâties : 0,00 % ;
- cotisation foncière des entreprises : 0,00 %.

Chiffres clés Revenus et pauvreté des ménages en 2020 : médiane en 2020 du revenu disponible, par unité de consommation : 26 100 €.

## Population et société

### Démographie

#### Évolution démographique
L'évolution du nombre d'habitants est connue à travers les recensements de la population effectués dans la commune depuis 1793. Pour les communes de moins de 10 000 habitants, une enquête de recensement portant sur toute la population est réalisée tous les cinq ans, les populations de référence des années intermédiaires étant quant à elles estimées par interpolation ou extrapolation. Pour la commune, le premier recensement exhaustif entrant dans le cadre du nouveau dispositif a été réalisé en 2005.

En 2022, la commune comptait 2 545 habitants, en évolution de +12,21 % par rapport à 2016 (Bas-Rhin : +3,17 %, France hors Mayotte : +2,11 %).
| 1793 | 1800 | 1806 | 1821 | 1831 | 1836 | 1841 | 1846 | 1851 |
| ---- | ---- | ---- | ---- | ---- | ---- | ---- | ---- | ---- |
| 530  | 547  | 556  | 699  | 668  | 704  | 668  | 681  | 702  |

| 1856 | 1861 | 1866 | 1871 | 1875 | 1880 | 1885 | 1890 | 1895 |
| ---- | ---- | ---- | ---- | ---- | ---- | ---- | ---- | ---- |
| 689  | 746  | 771  | 724  | 702  | 711  | 672  | 674  | 685  |

| 1900 | 1905 | 1910 | 1921 | 1926 | 1931 | 1936 | 1946 | 1954 |
| ---- | ---- | ---- | ---- | ---- | ---- | ---- | ---- | ---- |
| 707  | 719  | 720  | 637  | 662  | 699  | 696  | 700  | 731  |

| 1962 | 1968  | 1975  | 1982  | 1990  | 1999  | 2005  | 2006  | 2010  |
| ---- | ----- | ----- | ----- | ----- | ----- | ----- | ----- | ----- |
| 944  | 1 153 | 1 092 | 1 173 | 1 796 | 1 855 | 1 837 | 1 827 | 1 752 |

| 2015  | 2020  | 2022  | - | - | - | - | - | - |
| ----- | ----- | ----- | - | - | - | - | - | - |
| 2 204 | 2 485 | 2 545 | - | - | - | - | - | - |

### Enseignement
Établissements d'enseignements :
- Écoles maternelle et primaire à Entzheim, Geispolsheim,  Holtzheim.
- Collèges à Geispolsheim, Lingolsheim, Duttlenheim, Achenheim.
- Lycées à Illkirch-Graffenstaden, Strasbourg.

### Santé
Professionnels et établissements de santé :
- Médecins à Entzheim, Holtzheim, Geispolsheim, Duppigheim.
- Pharmacies à Holtzheim, Geispolsheim, Lingolsheim, Duttlenheim.
- Hôpitaux à Lingolsheim, Illkirch-Graffenstaden, Strasbourg.

### Cultes
- Culte catholique, Communauté de paroisses de Geispolsheim[41], Diocèse de Strasbourg.
- Culte protestant[42].

## Sécurité
La commune se trouve en zone Gendarmerie cependant la Direction interdépartementale de la Police aux frontières à Strasbourg occupe un bâtiment de l'ancienne base aérienne. Un bureau de la Police aux frontières est également situé dans l'aérogare. La commune héberge la base de la sécurité civile où se trouve l'hélicoptère « Dragon 67 ».

## Événements et fêtes
- Début du mois d'août : messti du village. Il est organisé par l'association de musique "La Concorde".
- Fête nationale le soir du 13 juillet, avec tirage de feux d'artifice.

## Économie

### Entreprises et commerces

#### Agriculture
- Culture de céréales, de légumineuses et de graines oléagineuses.
- Culture de fruits à pépins et à noyau.
- Culture de légumes, de melons, de racines et de tubercules.
- Élevage d'autres animaux.

#### Tourisme
- Hébergements et restauration à Entzheim, Holtzheim, Blaesheim.

#### Commerces
Bien que dirigé par la Chambre de commerce et d'industrie de Strasbourg et du Bas-Rhin, l'aéroport occupe une partie non négligeable du territoire de la commune et celle-ci y a une part non négligeable.
La ville compte une cimenterie du groupe suisse Holcim. En outre, se développe depuis les années 2000 un « aéroparc » divisé en quatre zones, en périphérie de la ville et accueillant des entreprises, principalement du secteur tertiaire ou des filiales d'enseignes nationales, tel que Lidl ; on y retrouve également le siège social de la marque Le coq sportif.
Un supermarché "Carrefour" est présent à l'entrée du village, coté Lingolsheim.

## Lieux et monuments
- L’église luthérienne[44], dont la base du clocher[45] date du XIIe siècle, est remaniée à travers les âges : la nef actuelle date de 1810, le clocher est rehaussé en 1848, le parvis est réaménagé en 2003 avec création d’une placette pour recevoir le monument aux morts érigé en 1921.

Les orgues Stiehr datent de 1811.
Cadran solaire.
Autel.
Tableau Adoration des Mages.
- L'ancien relais de poste[50], où l'on trouve actuellement le restaurant « Les jambons de Marinette », qui a été créé par acte du 15 juillet 1774. Il était la première halte que trouvait les usagers sur la route qui menait de Strasbourg à Belfort, en passant par Sélestat et Colmar. Concurrencé par l'expansion du chemin de fer, le relais de poste d'Entzheim cessa progressivement ses activités postales à partir de 1854, lorsque la liaison ferroviaire entre Strasbourg et Molsheim fut établie, pour s’éteindre définitivement en 1868[51].
- Le bâtiment de la mairie a été construit en 1936. Il recevait à la fois l’école primaire, les locaux d’habitation des directeurs d’école et les bureaux de la mairie.
- Monument sépulcral[52],[53],[54].
- Patrimoine architectural rural recensé par le service régional de l'Inventaire général du patrimoine culturel :

Fermes,,,,.
Maisons,.
- Monument aux morts[62] : Conflits commémorés : Guerres 1914-1918 - 1939-1945.

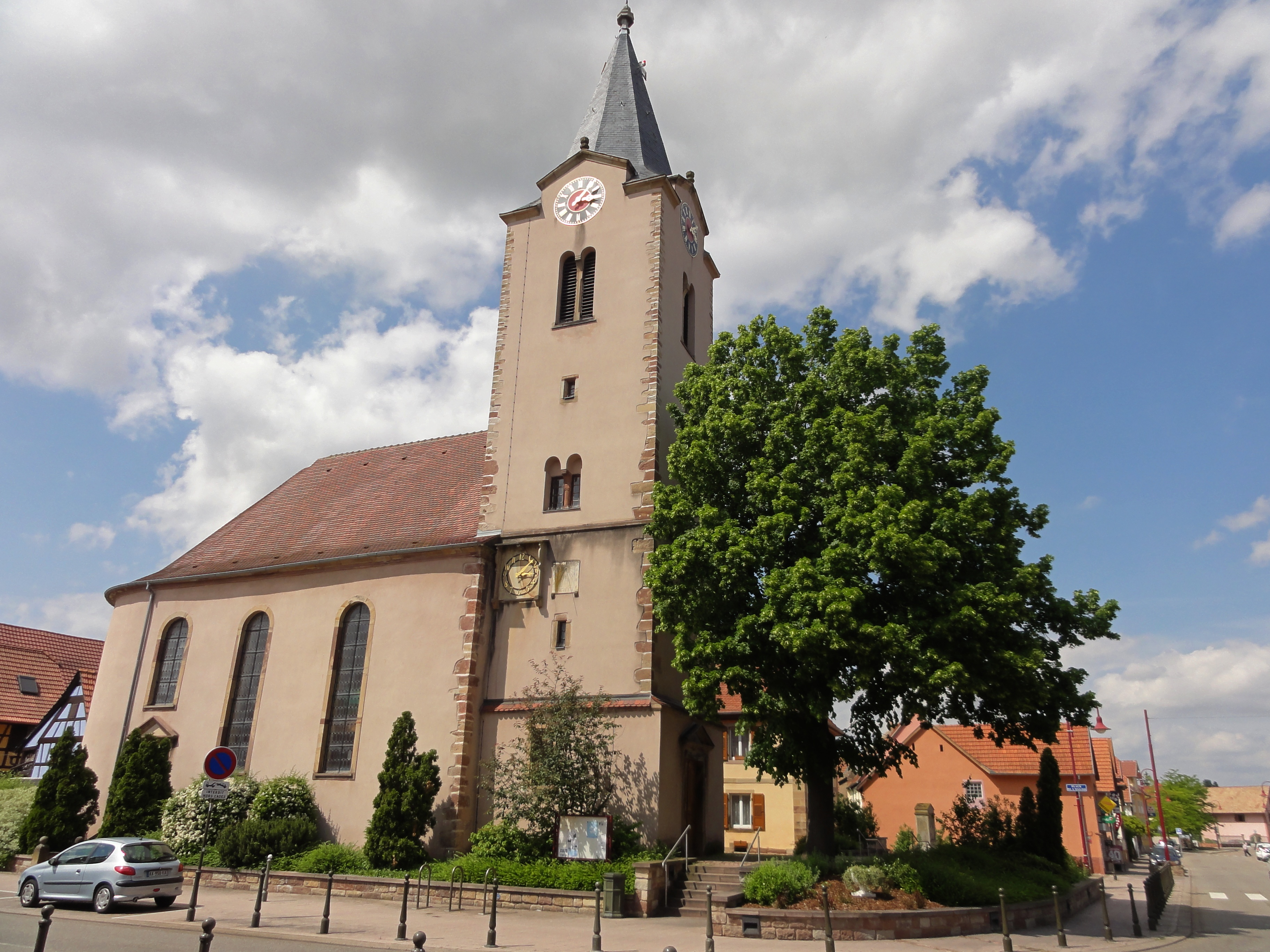
Église protestante.
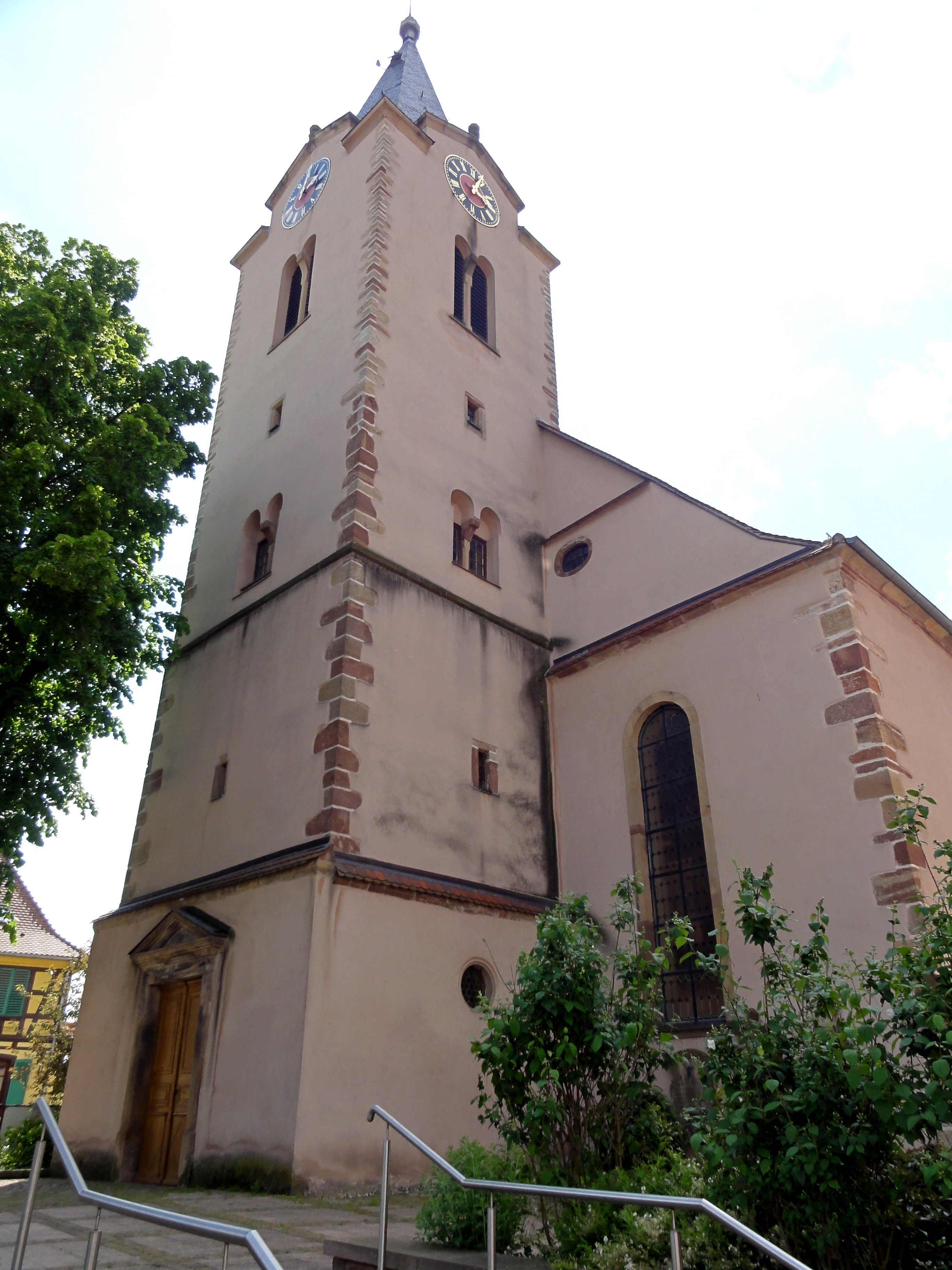
Clocher de l'église protestante.
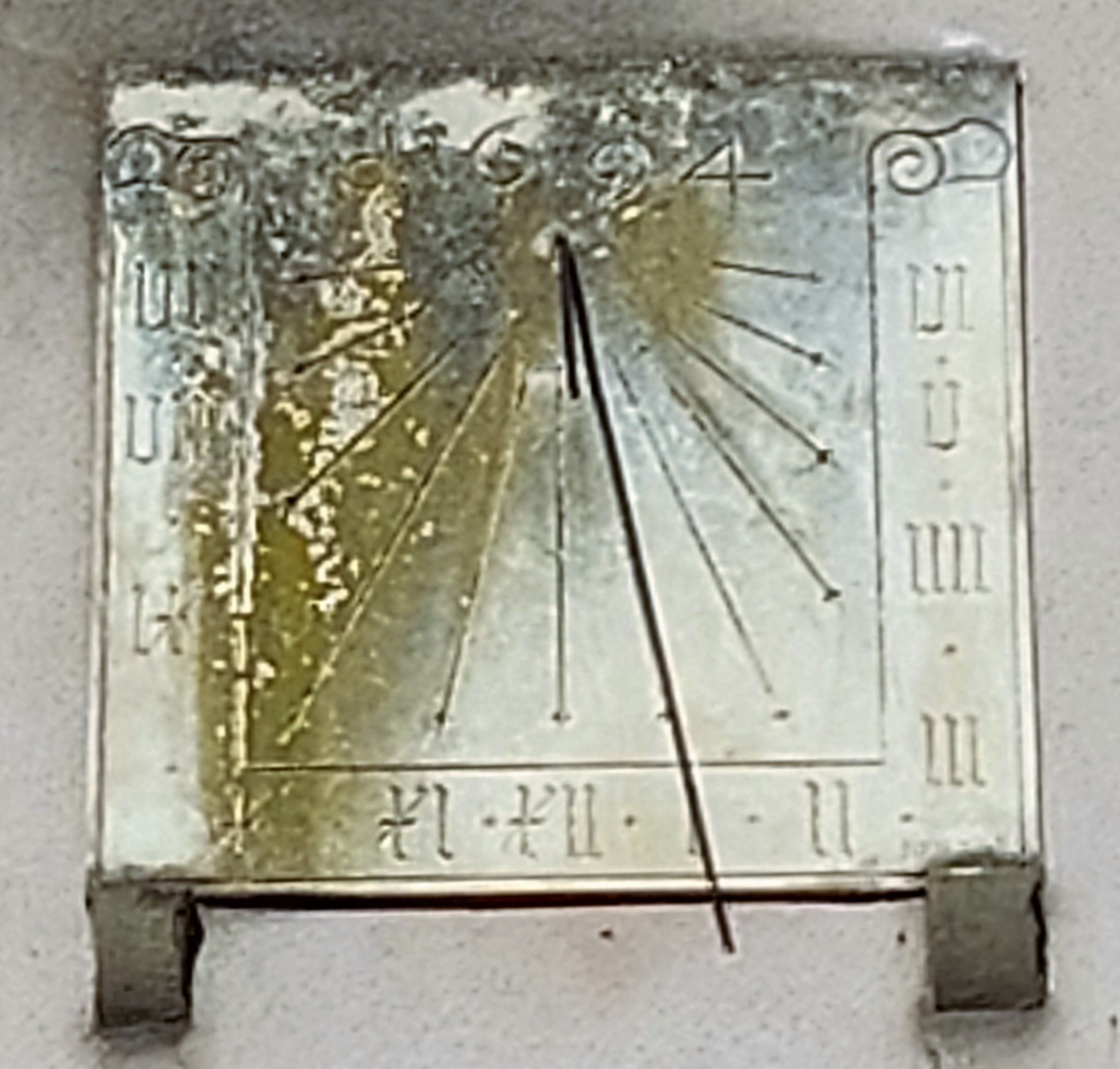
Cadran solaire.
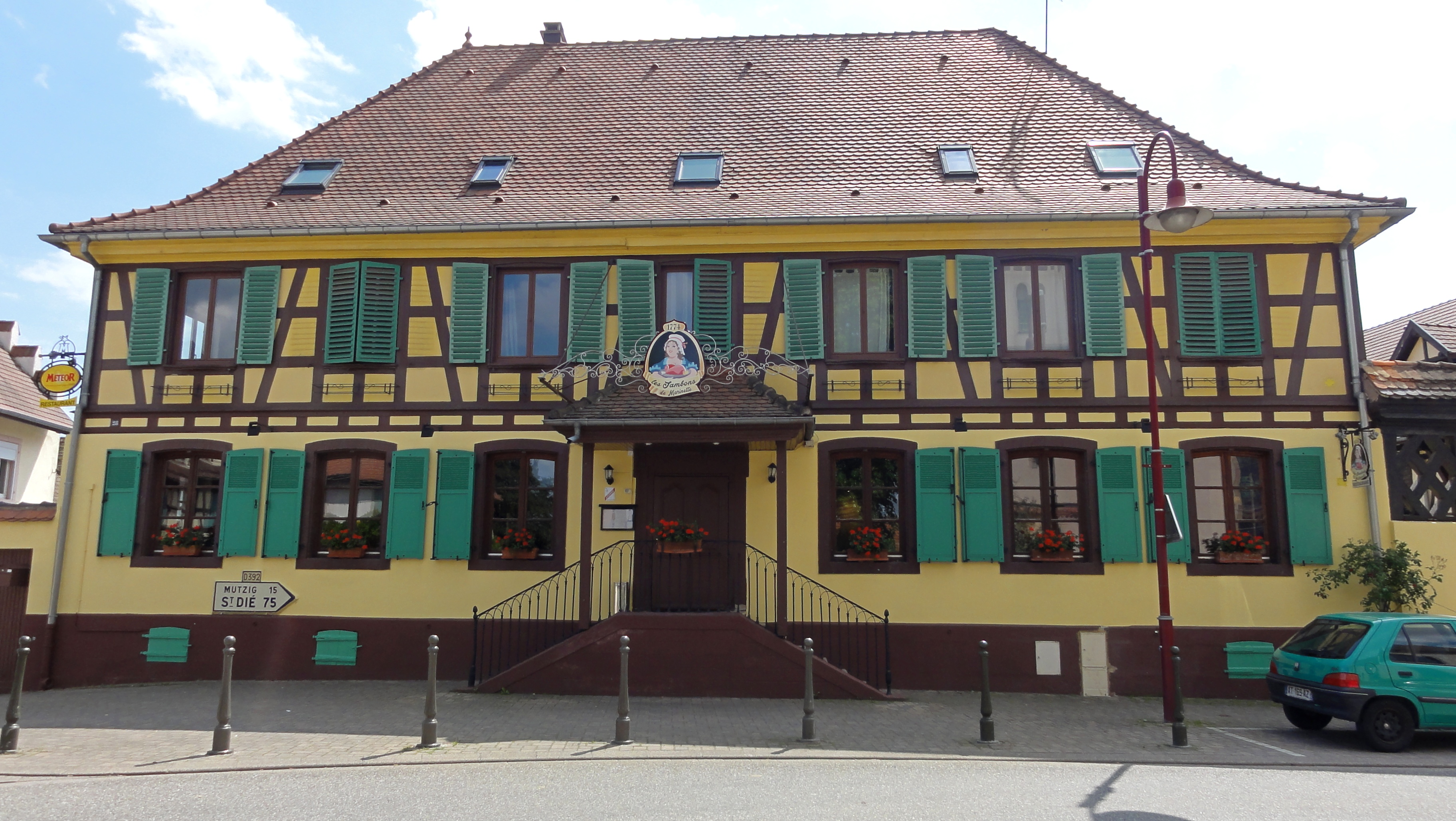
Relais de poste devenu le restaurant « Les jambons de Marinette » (XVIIIe-XIXe), 28 route de Strasbourg.
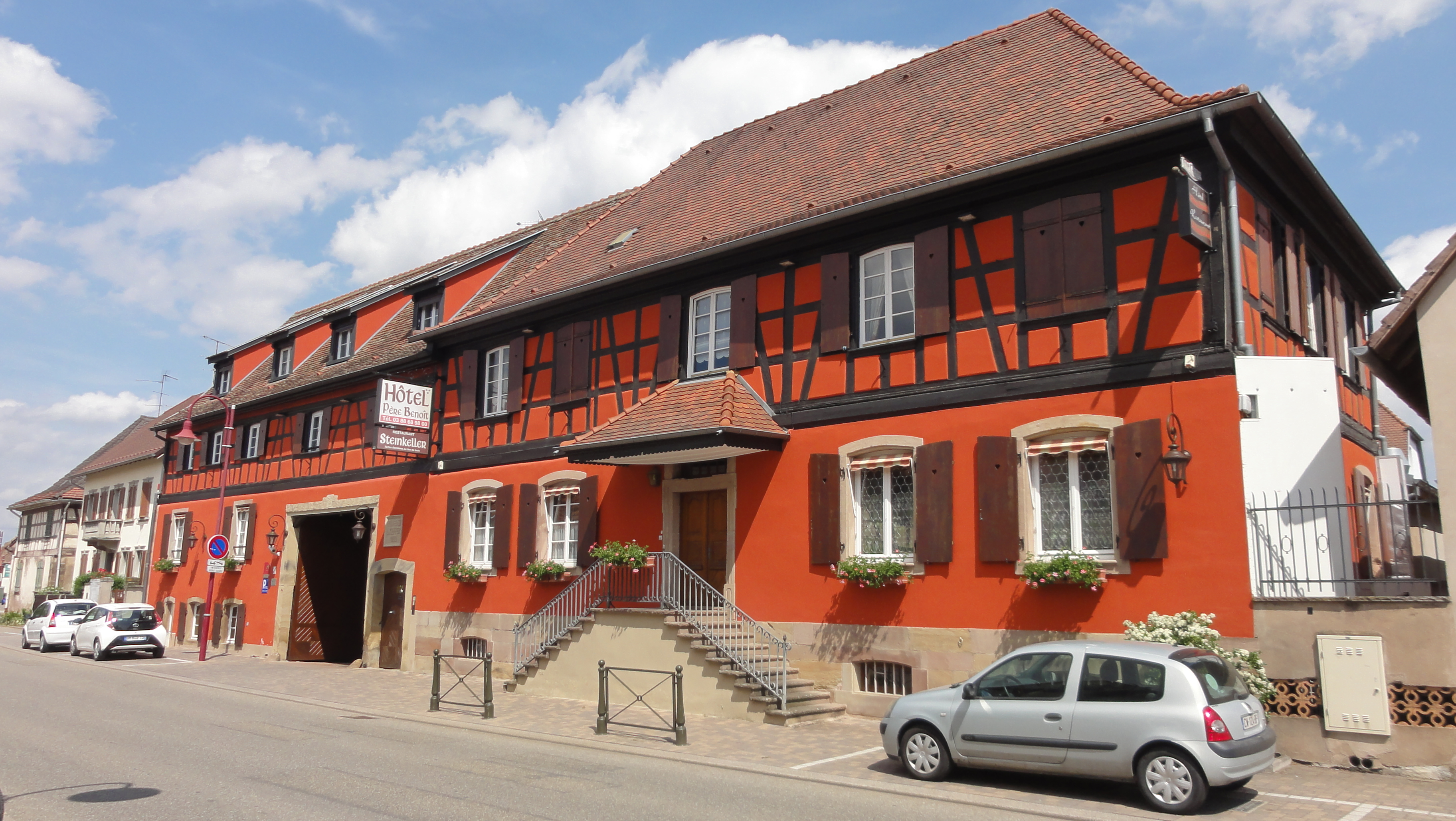
Hôtel-restaurant « Aux Deux Clefs » (1802), 34 route de Strasbourg[63].
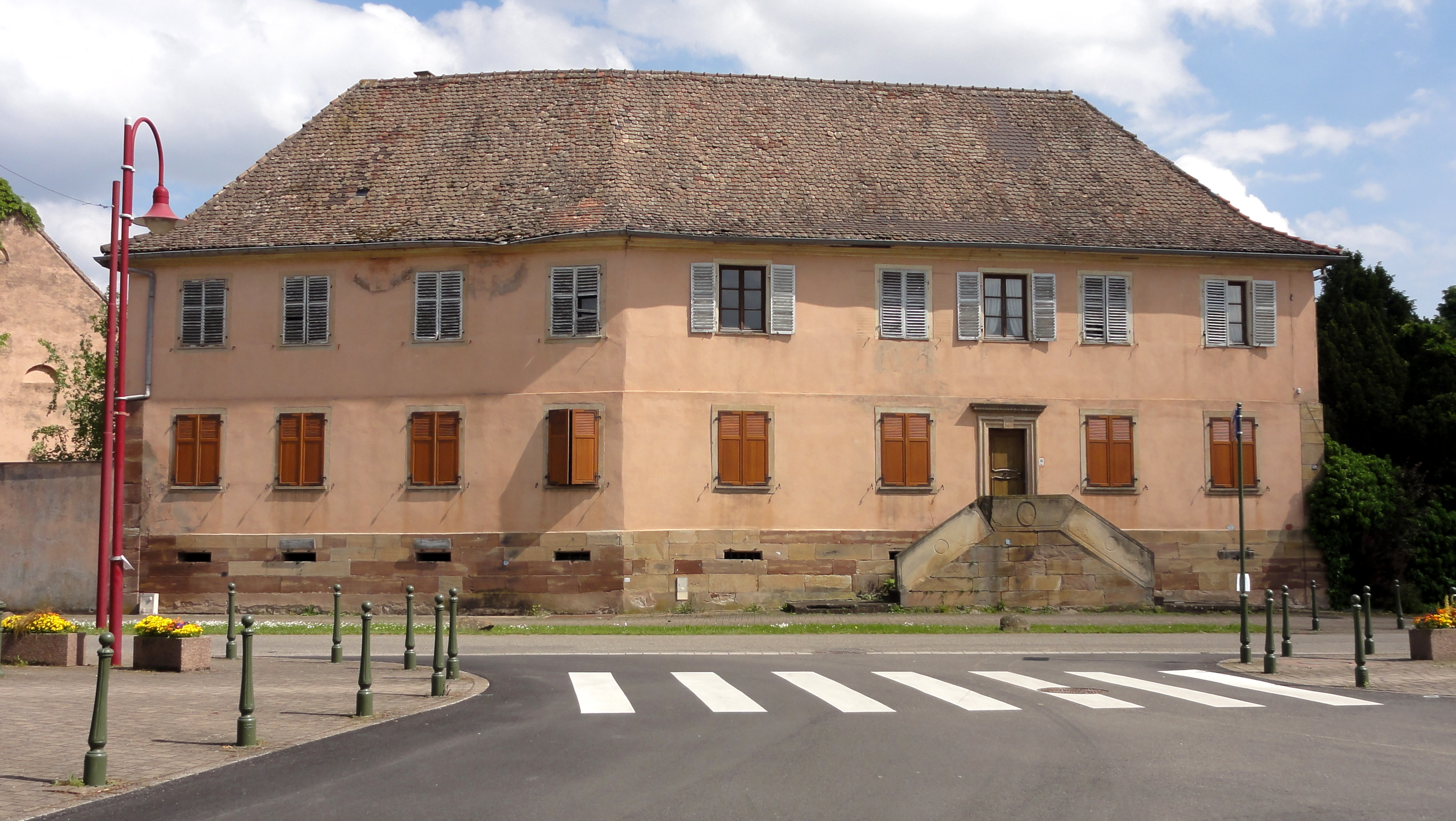
Ferme (1818), 52 route de Strasbourg.
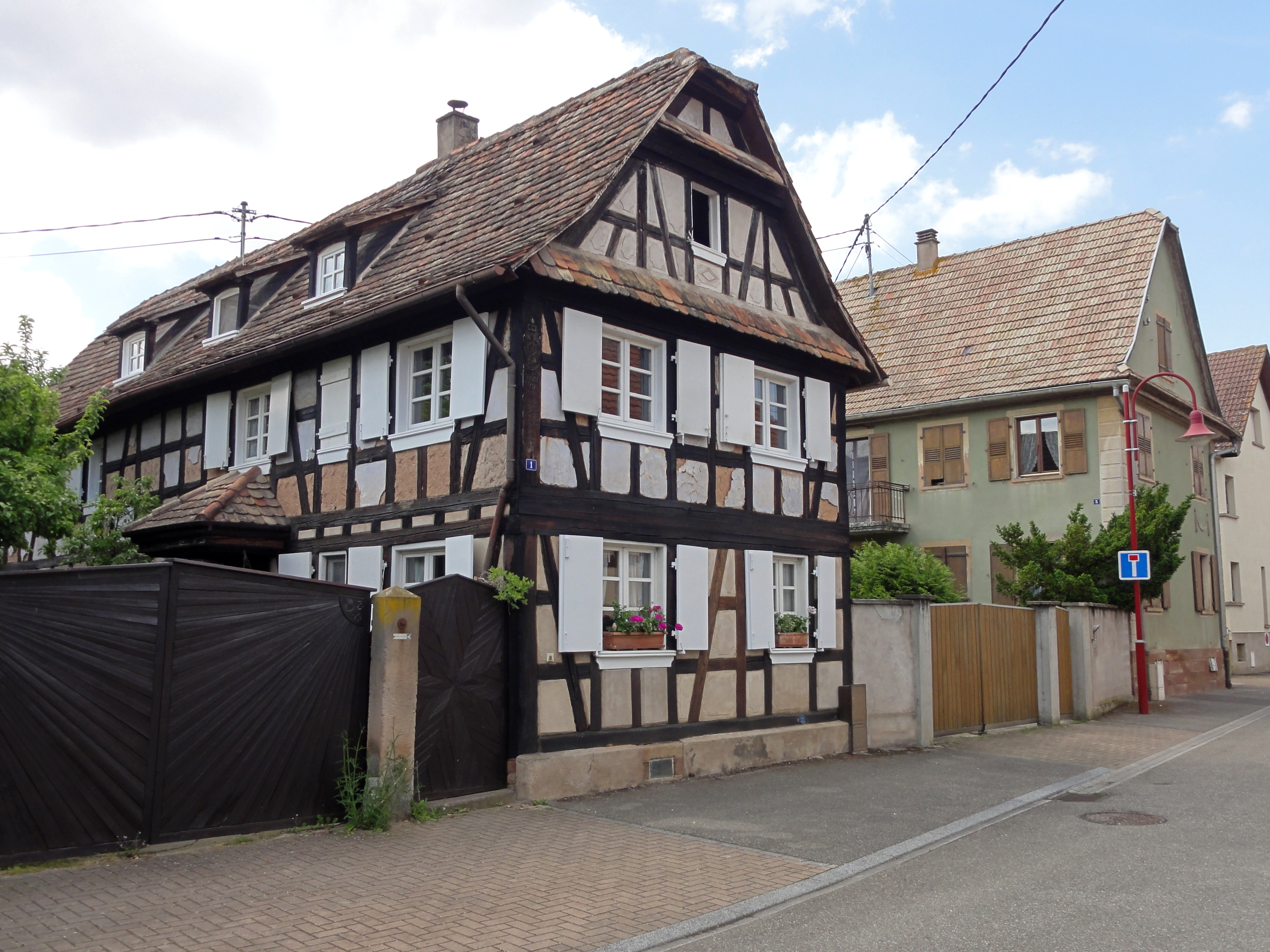
Ferme (1832), 1 rue de la Hache.
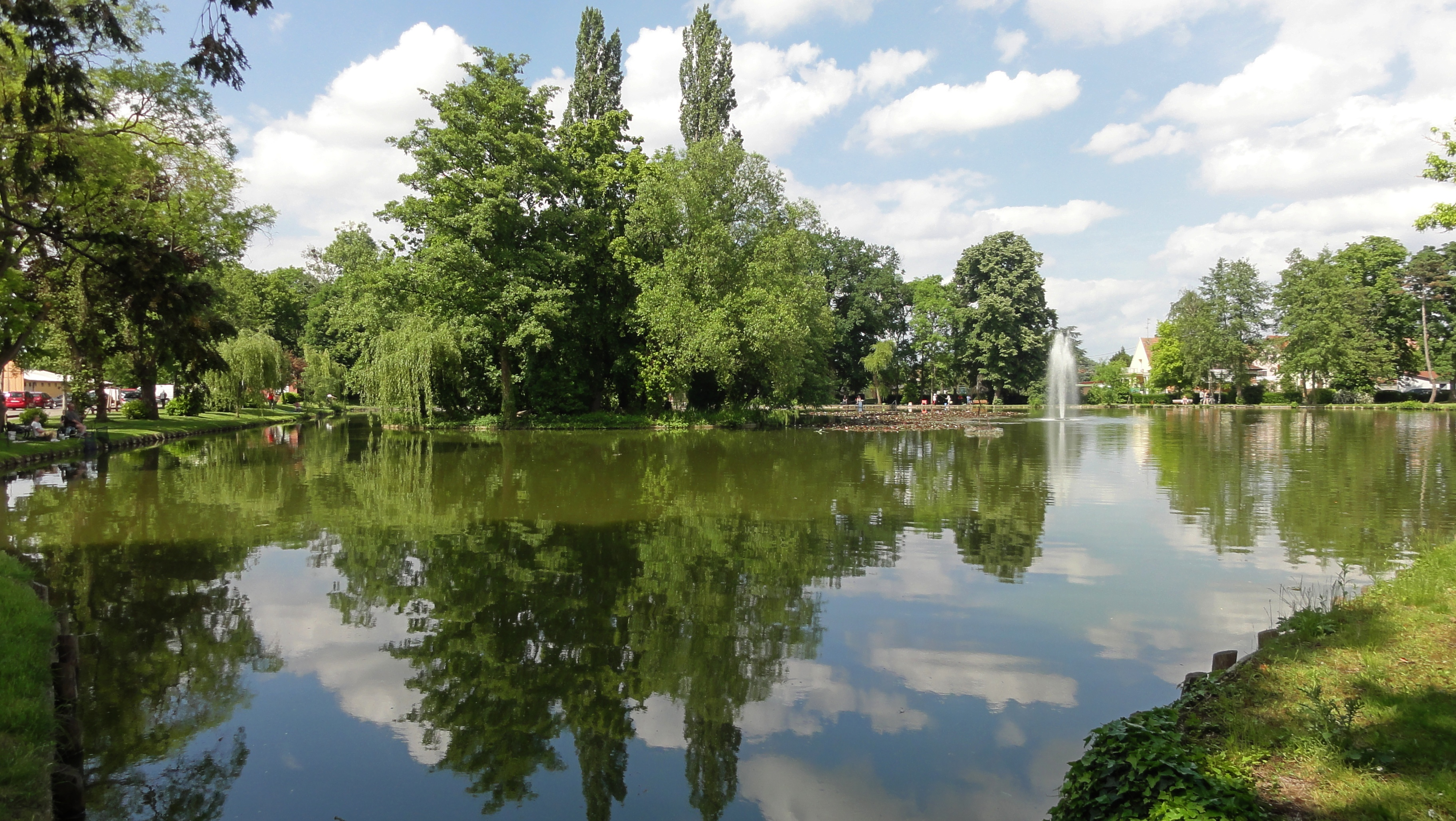
Parc municipal, route de Strasbourg[64].

## Équipements publics, sportifs et sociaux
- Mairie.
- École primaire.
- École maternelle.
- Centre d’accueil périscolaire.
- Terrain de football/courts de tennis.
- Maison de la jeunesse.
- Salle des fêtes municipale (détruite et rouverte en 2018).
- Poste.
- Espace sportif et associatif ("L'Envol", depuis 2012).